# IK Start
IK Start är en idrottsklubb från Kristiansand i Norge. Klubben bildades den 19 september 1905 och vann det norska seriemästerskapet i fotboll för herrar 1978 och 1980. Klubben föll 2007 ur Tippeligaen, men spelade sig under 2008 tillbaka till spel i Tippeligaen 2009.